# Alen Floričić
Alen Floričić (Pula, 1968.), hrvatski umjetnik na području video umjetnosti i slikarstva.
Floričić je diplomirao vizualne umjetnosti na Pedagoškom fakultetu u Rijeci, te magistrirao Video i nove medije na Akademiji za likovne umjetnosti i oblikovanje u Ljubljani.
Dobitnik je vise značajnih hrvatskih nacionalnih nagrada za svoj rad. Između ostalog, 1998. osvojio je Grand Prix Salona mladih u Zagrebu, a 2004. I 2006. godine dobiva 2. nagradu Zagrebačkog salona.